# Sztuka zrywania
Sztuka zrywania (ang. The Break-Up) – amerykańska komedia romantyczna.

## Fabuła
Gary Grobowski (Vaughn) jest przewodnikiem w firmie turystycznej, którą prowadzi z dwoma braćmi i jest prawdziwym asem w swojej dziedzinie. Wycieczki prowadzone przez niego są zawsze wykupione i turyści uwielbiają go. Brooke (Aniston) pracuje w galerii obrazów, gdzie jej szefową jest ekscentryczna malarka Marilyn Dean. Brooke i Gary poznali się na meczu White Sox i zostali parą. W migawkach pokazany jest rozwój związku i szczęście pary. Po dwóch latach obie rodziny mają spotkać się na uroczystej kolacji we wspólnym mieszkaniu Brooke i Gary’ego. Brooke dokłada wszelakich wysiłków aby wieczór wypadł perfekcyjnie, Gary w tym czasie chce odpocząć i pooglądać mecz w telewizji. Gdy na dodatek okazuje się, że Gary przyniósł Brooke tylko trzy cytryny, gdy ona potrzebuje dwanaście do dekoracji stołu, sytuacja eskaluje. Wieczór kończy się straszną kłótnią.
Brooke przekonana jest, że Gary uświadomi sobie, że nie miał racji i przeprosi ją. Szeregiem sztuczek chce wprawić Gary’ego w zazdrość i zmusić do pierwszego kroku do pojednania. Gary swoją drogą usiłuje osiągnąć to samo słuchając się porad swojego kumpla Johnny O. Ostatecznie dochodzi do prawdziwej wojny domowej i obie strony przyrzekają sobie przetrwać w złośliwościach, aż druga strona wyprowadzi się ze wspólnego mieszkania. Gdy Gary orientuje się, jak bardzo mu na Brooke zależy i chce ratować związek własnym sposobem, okazuje się, że jest już za późno. Przy pomocy zaprzyjaźnionego maklera mieszkanie zostaje sprzedane.
Gary koncentruje się na swojej pracy a Brooke wyjeżdża zwiedzać Europę. Po powrocie Brooke do Chicago, ona i Gary spotykają się przez przypadek na ulicy i obiecują sobie spotykać się w przyszłości częściej.

## Obsada
- Vince Vaughn jako Gary Grobowski
- Jennifer Aniston jako Brooke Meyers
- Joey Lauren Adams jako Addie
- Cole Hauser jako Lupus Grobowski, brat Gary’ego
- Jon Favreau jako Johnny O
- Jason Bateman jako Riggleman
- Judy Davis jako Marilyn Dean
- Justin Long jako Christopher
- John Michael Higgins jako Richard Meyers, brat Brooke
- Ann-Margret jako Wendy Meyers, matka Brooke
- Vincent D’Onofrio jako Dennis Grobowski, brat Gary’ego
- Peter Billingsley jako Andrew
- Mary-Pat Green jako Mischa
- Keir O’Donnell jako Paul
- Geoff Stults jako Mike